# Zosteria venator
Zosteria venator là một loài ruồi trong họ Asilidae. Zosteria venator được Daniels miêu tả năm 1987. Loài này phân bố ở miền Australasia.